# Brożec (województwo dolnośląskie)
Brożec – wieś w Polsce położona w województwie dolnośląskim, w powiecie strzelińskim, w gminie Strzelin.

## Podział administracyjny
W latach 1954–1959 wieś należała i była siedzibą władz gromady Brożec, po jej zniesieniu w gromadzie Stary Wiązów. 
W latach 1975–1998 miejscowość administracyjnie należała do województwa wrocławskiego.
Na początku XIX w. Brożec posiadał podobnie jak Wiązów jeszcze polski charakter. Był swoistą wyspą otoczoną bardziej zniemczonymi wsiami. Germanizacja wsi nastąpiła około połowy XIX w.

## Zabytki
Do wojewódzkiego rejestru zabytków wpisane są:
- kościół parafialny pw. św. Jakuba
- zespół pałacowy (nr 69), z pierwszej połowy XIX w.
  - pałac
  - folwark